# 糙無齒脂鯉
糙無齒脂鯉（學名：Curimata aspera），為輻鰭魚綱脂鯉目脂鯉亞目無齒脂鯉科的其中一個種，分布於南美洲巴西西部及秘魯東部的亞馬遜河流域，體長可達21.2公分，棲息在河川中底層水域，生活習性不明。